# Aguado (apellido)
Aguado es un apellido oriundo de España en español de significado homónimo.

## Origen
Linaje de origen castellano. Descendiente del caballero castellano Fortín Sáez, que reinando Fernando III "el Santo", peleó contra un moro llamado Hamet Celin, logrando darle muerte. Al retirarse del campo de batalla y verle el Soberano llegar empapado en sangre, agua y barro exclamó: «!Fortín, como venís!», contestando el caballero: «Victorioso, Señor, y aguado». Quedándole desde entonces este adjetivo como mote primero y como apellido después. Retirose más tarde Fortín a la villa de Aguilar de Campoo (Palencia) de donde era natural, y desposó con María Bustamante, fundando casa solar en dicha villa. Tuvo descendencia en: (2) Sancho Aguado, quién casó con Marta de Argüello, siendo padres de (3) Pedro Aguado, que pasó a Aguilar de Campoo. Allí casó con Isabel Fajardo, con quien tuvo a (4) Juan Aguado. De su enlace con Elvira Sánchez nació (5) Fernán Aguado, que casó en Valladolid con Antonia Román, siendo padres de (6) Antonio Aguado, que acompañó al Rey Carlos V en la Campaña de Flandes. Este apellido se extendió por toda Castilla y el resto de España, pasando a su vez a Hispanoamérica.

## Distribución
Según el INE, a fecha 01/01/2023 en España llevan el apellido de Aguado: 20.611 como primer apellido, 20.324 como segundo apellido y 240 como ambos apellidos, está muy distribuido, siendo más frecuente en las provincias Palencia (0,402%), Valladolid (0,211%), Toledo (0,204%) y Segovia (0,143%).